# 耀徳駅
耀徳駅（ヨドクえき）は朝鮮民主主義人民共和国咸鏡南道耀徳郡に位置する朝鮮民主主義人民共和国鉄道省平羅線の駅である。

## 歴史
- 1941年4月1日：館坪駅として開業[1]。
- 日時不明：耀徳駅に改称。